# Oschekkamegawenenewak
Oschekkamegawenenewak /Oshă'kŭmĭ-gawĭnĭnĭwŭg = people of the transverse ridge; W. J.,/ nekadašnja Chippewa banda koja je 1753. živjela kod jezera Rainy Lake u Minnesoti. Isto ime koristi se i za jednu bandu Čipeva koja je u prošlosti živjela istočno od jezera Mille Lac, a danas žive na rezervatu White Earth. 
Isto i Oschekkamega Wenenewak, Oshä’kamigäwininiwag.

## Vanjske poveznice
- Chippewa Indian Tribe